# Blaesoxipha setiforceps
Blaesoxipha setiforceps är en tvåvingeart som först beskrevs av Hall 1930.  Blaesoxipha setiforceps ingår i släktet Blaesoxipha och familjen köttflugor.
Artens utbredningsområde är Kuba. Inga underarter finns listade i Catalogue of Life.